# Sachiko Yamashita
Sachiko Yamashita (Japón, 20 de agosto de 1964) fue una atleta japonesa, especializada en la prueba de maratón en la que llegó a ser subcampeona mundial en 1991.

## Carrera deportiva
En el Mundial de Tokio 1991 ganó la medalla de plata en la maratón, recorriendo los 42,195 km en un tiempo de 2:29:57 segundos, llegando a la meta tras la polaca Wanda Panfil y por delante de la alemana Katrin Dörre.
Ese mismo año ganó la maratón de Nagoya, Japón.